# Chính phủ Hoàng gia Lào lưu vong
Chính phủ Hoàng gia Lào lưu vong (tiếng Lào: ພຣະພຣະຣາຊອານາຈັກລາວ, đã Latinh hoá: Phra Ratxa A-na-chak Lao) là một chính phủ lưu vong của Lào trái ngược với Cộng hòa Dân chủ Nhân dân Lào. Nó có ý định tìm cách thiết lập một chế độ quân chủ lập hiến ở Lào để đảm bảo tự do, công bằng, hòa bình và thịnh vượng cho người dân Lào. Nó được chủ trì bởi Khamphoui Sisavatdy, người trước đây phục vụ trong chính phủ hoàng gia Savang Vatthanaas, với tư cách là nghị sĩ và giáo sư lịch sử tại Đại học Sisavangvong ở Lào. Năm 1972, Sisavatdy tới Hoa Kỳ cùng với một phái đoàn để nói chuyện với Ngoại trưởng Henry Kissinger trên một loạt các đề xuất liên quan đến Hiệp định Genève.
Chính phủ Hoàng gia Lào đã được hồi sinh do bị cáo buộc vi phạm các Hiệp định Genève, 1954 và 1962, Nghị quyết của Quốc hội Hoa Kỳ 240, 169, 309 và 318 và một nghị quyết của Nghị viện châu Âu về Lào vào ngày 15 tháng 2 năm 2002 Chính phủ Hoàng gia Lào lưu vong là một chính phủ lâm thời bao gồm tám mươi đại diện của các tổ chức chính trị và hiệp hội Lào.
Hiện tại thành viên duy nhất của Hoàng gia là Hoàng tử Mounivong Kindavong.
Trong những năm gần đây, chính phủ này đã yêu cầu Quân đội nhân dân Việt Nam rút khỏi Lào. Họ cũng đã yêu cầu xác nhận việc rút tiền này và Liên Hợp Quốc cử những người gìn giữ hòa bình vào Lào để đảm bảo quá trình chuyển đổi suôn sẻ.
Chính phủ Hoàng gia Lào lưu vong tuyên bố rằng họ có khoảng 900 chiến binh chống cộng cư trú ở khu vực biên giới của Lào, Thái Lan và Campuchia. Điều này đã không được khẳng định bởi bất kỳ nguồn độc lập.